# Yasuhiro Koseki
Pour les articles homonymes, voir Koseki (homonymie).
Yasuhiro Koseki (小関 也朱篤, Koseki Yasuhiro), né le 14 mars 1992 à Tsuruoka, est un nageur japonais, spécialiste de la brasse.
Il remporte le titre du 100 m brasse lors de l'Universiade d'été de 2013 et deux médailles d'or lors des Championnats pan-pacifiques 2014 à Gold Coast. Il remporte tous les titres en brasse lors des Jeux asiatiques de 2018 à Jakarta.